# 深沢晟雄
深沢 晟雄（ふかさわ まさお、1905年12月11日 - 1965年1月28日）は、日本の政治家。岩手県沢内村（現・西和賀町）の村長（2代目）を務めた。

## 経歴
明治38年（1905年）12月11日、岩手県沢内村の小地主の家に一人っ子として生を受ける。小学校は村立新町小学校太田分教場に入学した。性格は明るく、人一倍賢いが、心根は常に優しい子だったという。学業が優秀だったことから、後に一関中学校から第二高等学校を経て東北帝国大学に進む。かつて深沢の祖父が政治家をして家財を傾けた経験から、両親からは医者になるよう望まれたが、本人は早くに医学部に愛想を尽かし、後にこっそりと法文学部へと移籍しそのまま卒業した。その後は上海、台湾総督府、満州重工業開発などに勤務し、その辣腕を発揮した。この間、同郷の田中キエと結婚。娘を授かるが、キエは2人目の子を妊娠中に妊娠中毒症で急死。後に和賀郡十二鏑村（現・花巻市）出身の菊池ミキと再婚し、2人は生涯の伴侶となった。
昭和20年（1945年）8月15日、深沢は妻ミキと共に終戦を満州の炭鉱で迎えた。混乱のなか、彼は侵略者の先兵として人民裁判であわや死刑宣告を受ける寸前にまで追い込まれたが、幸運にも無罪判決を受け（深沢に見覚えがない中国人男性が「深沢は違う。日本はそう（侵略者）だが、深沢は違う」と証言したという）、命からがら日本に帰国した。沢内村に帰った深沢は、農業に従事するかたわら青年会学習講座で「時事問題」の講師を務めた。このころ、一部の村民が深沢の海外勤務によって培われた先見性や客観性、政治家としての資質に注目し、村長候補に擁立しようとしたが、本人が話に乗らず頓挫した。
この時期の深沢に影響を与えた人物として、彼と同じく青年会学習講座の講師をしていた斉藤龍雄の名が挙げられる。斉藤は元軍医少尉の日本共産党員で、深沢にとっては友人であり論争相手でもあった。斉藤の担当は「共産主義のお話」で、「資本主義の矛盾の根本的解決には共産主義の実現が必要であり、資本主義から共産主義への移行は歴史的必然である」と主張した。これに対して深沢は、共産主義を人類の理想として認めつつも「まず村の現実問題を解決することが必要である」と主張し、共産主義とはあくまで隔たる観点から持論を展開した。その後も深沢は斉藤とは何度も激論を戦わせたが、「人間の尊重には民主主義が必要であり、そのために平和が必要であり、貧乏の追放が必要である」という点で両者の意見は深く一致していた。深沢の「人間の尊厳・生命尊重こそが政治の基本」とする政治哲学は、斉藤との論争のなかで育まれたと言える。
昭和23年（1948年）、深沢は満州時代の上司に請われ佐世保船舶工業（現・佐世保重工業）に入社。再度村を離れることになった。入社して2年後の昭和25年（1950年）、朝鮮戦争が勃発し、日本の造船業界は特需に沸いた。佐世保船舶工業も例外ではなく、この時期大量に労働者を雇い入れた。しかし休戦会談が始まると一転して「平和恐慌」と呼ばれる不況に襲われ、社員の人員整理が大きな問題となった。深沢自身は不景気だからといって安易に首切りをしようとする会社のやり方には反対だったが、皮肉にも彼の仕事は人員整理を進めることだった。悩んだあげく、彼は辞表を提出し、5年間暮らした佐世保を去った。深沢は1年ほど東京で会社勤めをした後、昭和29年（1954年）に沢内村に帰り、黒沢尻南高等学校沢内分校（定時制）の英語講師となった。
かつての沢内村は岩手県内でも特に貧しい土地として知られており、天明2年（1782年）頃には村全体で南部藩に納める年貢米が用意できず、代わりに16歳の美人村娘・およねを藩に献上したという悲しい伝説が残る寒村であった。そんな過酷な環境故に、当時の沢内村は貧しさから来る栄養失調や衛生環境の悪さから乳児の命が奪われることが多く、乳児死亡率も約7%と、全国最下位である岩手県の中でも最も高かった（当時の東京は約2.7%）。
また、沢内村は日本屈指の豪雪地帯として有名であり、冬季には3メートルをゆうに超える積雪がある。そのため冬季は雪で道が閉ざされ、病人や乳児を病院に運ぶこともままならず、風邪をこじらせた病人を橇に乗せて運ぶ途中、雪中に立ち往生するうちに患者が死亡するという例が多くあった。この村では、病人が治療を受けないまま死ぬことはごく当然のことであった。また、行き過ぎた貧困のため『病院にかかることは治療費がかさむことで家の財産を失う』という考えも根強く（「かまど返し」と呼ばれる）、家計の負担にならないようにと自殺する高齢者も珍しくなかった。死亡してから初めて医者にかかる事も多かった。死亡診断書を書いてもらうためである。
深沢は沢内村の悲惨な状況を憂い、授業中に教科書を伏せて「諸君、沢内村は今のままでいいと思うかね?」などと生徒に問いかけるようになった。これが評判となり、彼は役場の要請を受けて教育長に就任した。就任後は「住みよい村づくりには住民の団結・協働が不可欠」との信念のもと、婦人連絡協議会や青年連絡協議会、農協青年部や役場の職員組合の結成をうながし実現させたほか、自らも村の広報紙の編集長、民謡保存会会長、岩手県ナメコ協会沢内支部長を務めるなど活躍した。
この実績が評価され、昭和31年（1956年）、深沢は沢内村助役に就任。7ヵ月という短期間だったが村長を補佐して働いた。そして翌昭和32年（1957年）、「豊かで健康的で明るい村づくり」をスローガンに掲げ村長選挙に立候補、無競争で当選を果たした。

## 沢内村村長として

### 豪雪との戦い
村長に就任した深沢がまず着手したのは、冬季に病院への往来を阻む厚い雪を除け、近隣市街地への道を開く事業であった。彼はまず村民に対して「冬季交通確保期成同盟会」の結成を呼びかけ、実現させた。
次に、山を越えた先にある秋田県横手市の業者が進駐軍払い下げの6トンブルドーザーを所有しているという情報を掴み、県の補助を得てこれを一冬の間レンタルした。だが、このブルドーザーは豪雪を払いのけるには馬力が足りず、また中古品であるため不調であり、除雪は度々途絶した。
しかし、後に「村に除雪用のブルドーザーが欲しい」という深沢の熱意を聞いた小松製作所が分割払いで最新式の10トンブルドーザーを村に提供することとなった。こうして提供された最新式のブルドーザーは村民の憎悪の的であった積雪を逞しく排除し、近郷の湯本温泉まで沢内村村民のための命の道を開いた。これにより、ブルドーザーは冬季間雪路を整備し、村民たちは安易に近隣の病院や学校に行くことができるようになった。さらに、夏場はそのブルドーザーを農地や道路の改良に利用することで村のインフラを整備し、産業や交通を活性化させ村の財政も潤うという効果も生んだ。

### 病院に良い医者を
沢内村には開業医がおらず、盛岡市（当時）の岩手医科大学から村立沢内病院に医師を派遣してもらっていた。しかし派遣されてくるのは聴診器が役に立たないほど耳が遠い高齢の医師、重いうつ病の医師、院長をないがしろにする傲慢な医師、他のことにうつつを抜かしてまともに医療活動をしない医師など問題のある者が多かった。それ故、村民の医者に対する不信感は根強く、これが沢内村の多病・多死の原因であることは疑いがなかった。深沢はそんな現状を強く憂えていた。
そんな中、沢内病院に派遣されていたとある外科医が手術中の医療過誤から患者を死なせる事件が発生した。しかも、あろうことかその医師は重度の薬物中毒者であり、その医療ミス自体も、手術中にその医師が薬物の禁断症状を引き起こしたために起こった事故であることが判明した。
事のあらましを聞いた深沢は激怒し、すぐさまその医師の派遣元である岩手医科大学に乗り込んで絶縁状を叩きつけ、以後は母校である東北大学に医師の派遣を依頼するようになる。法文学部卒であった深沢にはコネが無く、時の医学部学部長の中村隆に直訴するがこの請願は断られ続けた。深沢は助役の佐々木吉男とともに粘り強く日参する。9ヵ月後、ついに中村が折れ、優秀な医師の派遣を約束した。派遣された医師の中には畠山富而や加藤邦夫などがいる。

## 赤ちゃんの命を守れ
村長も2期目となった深沢は、今までの実績を元に、乳児のための政策にもとりかかる。当時の沢内村は小学生の38％、大人の44％ がトラコーマに罹患しており、村の保健婦が調査した結果、乳児のほとんどが栄養失調に陥っていたりくる病を患っていた。
くる病とは、日光浴の不足により体内のビタミンDが合成されないことで発症し、骨が軟化することで歩行が不安定になる病気である。当時、日中の農作業が過酷を極めた沢内村では、乳児は藁で編んだ子守籠である嬰児籠に入れて屋内に放置しておく他なく、くる病の罹患率が高くなるのもやむを得ない自体であった。村は最初、保健婦を通じて母親たちに赤ちゃんの保護を促していたが、当時はくる病への科学的理解も足りず、子供の教育方針に大きな影響力を持つ姑たちの理解が得られなければ母親もなかなか実践できなかった。
こうした長年の悪癖を変えるために、当時の沢内村厚生課長の高橋清吉があるアイディアを発案する。それは「おばあちゃん努力賞」の創設であった。孫の面倒を積極的に見た姑に対し、村長が賞状一枚と高級座布団を進呈するものだった。
この「おばあちゃん努力賞」は村内に住む姑たちのプライドをくすぐった。姑同士の競争意識も生まれ、姑たちは積極的に嫁を助けるようになり、中には嫁に代わり赤ちゃんの検診に病院に訪れる者もいた。これにより「風邪は寝ていれば治る」というような誤った村民の知識が解消され、乳児死亡率ゼロの達成に大きく貢献した。

### 医療費無料化と乳児死亡率ゼロ達成
だが、それでも病院にはあまり人は訪れなかった。理由は、医者にかかることは家の財産を失うほど出費して「かまど返し（竈返す）」つまり破産となって一家のかまどの火も消えることになるという思い込みのためで、貧しい沢内村では　病院と「かまど返し」は同義語であるような固定観念が根強かった。
深沢は高齢者と乳児の医療費無料化を決意する。しかし岩手県庁から国民健康保険法違反を理由に待ったがかかる。国民健康保険法（1959年施行）では治療に必要な費用の半分を一部負担金として患者が支払うことを義務づけられていた。佐々木吉男や高橋清吉が交渉に当たるが失敗。
それに対して、深沢はこのように述べた。
「国民健康保険法に違反するかもしれないが、憲法違反にはなりませんよ。憲法が保障している健康で文化的な生活すらできない国民がたくさんいる。訴えるならそれも結構、最高裁まで争います。本来国民の生命を守るのは国の責任です。しかし国がやらないのなら私がやりましょう。国は後からついてきますよ。」
村の議員たちを説得し、まず昭和35年（1960年）に65歳以上の医療費の無料化を実現。翌昭和36年（1961年）には1歳未満の乳児の医療費を無料化し、さらに無料の対象となる高齢者の年齢を60歳まで引き下げた。これは当時の日本の地方自治体としては前代未聞の社会保障政策であった。
こうした諸々のたゆまぬ努力を重ねた結果、昭和37年（1962年）、ついに日本の地方自治体としては最初に乳児死亡率0%を達成。このような偉業が全国に先駆けて、沢内村のような極貧寒村が達成したことは日本中の注目を集め、沢内村が後に「保健の村」「自分たちで生命を守った村」として有名になるきっかけとなった。また、このころ深沢には「赤ちゃん村長」または「生命村長」という愛称がつけられ、全国から視察団が相次いだ。

## 「生命村長」の死
その後、深沢は身体に変調を来すようになり、診察を受けたところ食道癌が発見された（本人には告知されず）。これだけ沢内村の地域医療の充実に奔走したにもかかわらず、深沢自身は大の医者嫌いであったと言い、結局そのことが仇となった。昭和39年（1964年）夏、秋田県横手市の平鹿総合病院で手術を受ける。手術後は療養に努め、一時公務にも復帰したが、同年冬に福島県立医科大学附属病院に再入院。だが治療の甲斐なく、翌昭和40年（1965年）1月28日、肺炎のため死去。享年59。村長在職のままの死であった。
深沢の遺体が車に乗せられて沢内村に帰ったとき、吹雪のなか1000人以上の人が沿道に列をなして出迎えた。彼の遺体を乗せた車は殺到する村人のために何度も立ち往生を余儀なくされ、中には「お前の命を守ってくれた人だ」と孫子に言い聞かせながら手を合わせる村人もいた。これは彼がいかに村民に慕われていたかということを示す逸話と言える。葬儀は村葬として執り行われ、参列した多くの人が深沢の功績を讃え、そのあまりに早い死を悼んだ。

### 語り継がれる「深沢精神」

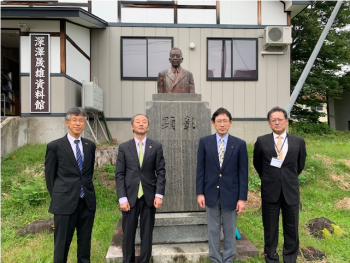
深澤晟雄の胸像と深澤晟雄資料館。手前は西和賀町町長の内記ら。2022年10月

深沢の死後、その業績を記念する顕彰会が組織され、彼の胸像を建立することが決まった。胸像の除幕式は昭和41年（1966年）秋、沢内病院の庭で行われた。昭和58年（1983年）には医療費無料化発祥の地を記念する石碑「いのちの灯」が胸像の隣に建立された。さらに平成20年（2008年）、深沢の遺品や保健活動の写真などを展示する「深澤晟雄資料館」が沢内病院の向かいに開館した。胸像と石碑は資料館の前に移設され、資料館と共に深沢の思想と「生命尊重行政」の歴史を今日に伝えている。胸像除幕の日は、偶然にも豪雪と戦い続けた氏の生涯を象徴するかのように、冷たい風が吹き荒ぶ猛吹雪の日であったと言われている。

## 受賞
- 昭和38年（1963年）：保健文化賞　総合保健行政の成果から
- 昭和39年（1964年）：岩手日報文化賞

## 身辺の人々
- 高橋清吉：沢内村国保係長、厚生課長を経て保健課長。「おばあちゃん努力賞」の考案者。後に深沢から「アイディア賞」を受賞する。[3]
- 佐々木吉男：農協職員であったが深沢に請われ助役に就任。医療費無料化を巡って岩手県との交渉にも当たった。
- 畠山富而：小児科医、医学博士。著書には沢内村のことも書かれている。
- 加藤邦夫：沢内病院六代目院長。昭和35年1960年に赴任。予防活動も必要であると深沢に進言。兼ねてからそう考えていた深沢もそれを受諾。保健婦と病院が一体となった活動が行われた。のちに仙台市立看護専門学校長、白百合女子大学教授

## 関連作品
書籍
- 菊地武雄『自分たちで生命を守った村』岩波書店〈岩波新書〉、1968年。ISBN 4004150108。
- 畠山富而『野の花　岩手の母子保健に生きた人々』（メディサイエンス社、1982年）
- 太田祖電、増田進、田中トシ、上坪陽『沢内村奮戦記』（あけび書房、1983年）
- 及川和男『村長ありき－沢内村 深沢晟雄の生涯』（新潮社、1984年）　
  - 1987年に文庫本化（新潮文庫）、2008年に単行本でれんが書房新社より復刊。ISBN 978-4-8462-0341-2
- 及川和男『生命村長－深沢晟雄物語』（童心社、1985年）　**上記『村長ありき』を児童向けに改稿した作品。
- 及川和男『「あきらめ」を「希望」に変えた男－沢内村長・深沢晟雄の生涯』（日経ビジネス人文庫、2001年）　**上記『村長ありき』の改題。
- 井出智香恵作画『NHKその時歴史が動いた　コミック版　生命の守護者編　赤ちゃんを死なせない—乳児死亡率ゼロ・ある村の記録』（ホーム社、2008年）

TV
- NHK「その時歴史が動いた 第299回　赤ちゃんを死なせない〜乳児死亡率ゼロ・ある村の記録〜」2007年9月19日　放送

映画
- 「いのちの山河～日本の青空II～」（2009年）　
  - 大澤豊監督作品。深沢晟雄（演：長谷川初範）の帰郷から村長としての奮闘、医療費無料化の実現と乳児死亡率ゼロの達成、そして早すぎる死までを描く。劇中では深沢を日本国憲法第25条（生存権）の精神を村政に生かそうとした存在として描いている。

演劇
- 「燃える雪」（1987年）　
  - 劇団銅鑼が創立15周年を記念して制作し上演。沢内村がモデルの架空の村・川内村を舞台に、村長・深田マサオ（演：森幹太）の苦闘と彼を取り巻く人々の人間模様を描く。岩手放送（現・IBC岩手放送）テレビで放映されたほか、沢内村でも上演され反響を呼んだ。

## 参考
書籍
- 及川和男『村長ありき－沢内村 深沢晟雄の生涯』（新潮社、1984年）
- 井出智香恵作画『その時歴史が動いた　コミック版　生命の守護者編、赤ちゃんを死なせない—乳児死亡率ゼロ・ある村の記録』（ホーム社、2008年）

TV番組
- NHK「その時歴史が動いた 第299回　赤ちゃんを死なせない〜乳児死亡率ゼロ・ある村の記録〜」2007年9月19日　放送

新聞報道
- 「全国に先駆けて老人医療費の無料化　深沢旧沢内村長の憲法解説原稿見つかる」（朝日新聞岩手版、2010年9月16日）